# Arie Andries Kruithof
Arie Andries Kruithof (Zeist, 18 mei 1909 – Son, 10 mei 1993) was hoogleraar technische natuurkunde aan de TU Eindhoven.
Kruithof studeerde natuurkunde aan de Universiteit Utrecht, waar hij in 1934 bij prof.dr. L.S. Ornstein promoveerde op een proefschrift getiteld Aanslag van het waterstofmolecuulspectrum door electronen.
Na bij Philips werkzaam te zijn geweest op het gebied van de ontwikkeling van onder andere gasontladinglampen, werd hij hoogleraar technische natuurkunde aan de toenmalige TH Eindhoven. Hij leidde daar de vakgroep Atoomfysica, die zich vooral toelegde op onderzoek aan gasontladingen en plasma’s.
Kruithofs naam is verbonden aan de Kruithofcurve, die de invloed beschrijft van de kleurtemperatuur op de visuele waarneming.